# Marci McDonald
Marci McDonald es una periodista canadiense, conocida por haber escrito el libro The Armageddon Factor: The Rise of Christian Nationalism in Canada (2010), una investigación periodística sobre el gobierno de Stephen Harper y los conservadores cristianos en Canadá, cuyas propuestas políticas son también apoyadas por los cultos evangélicos, hinduistas y sikhs. El contenido del libro ya se anticipaba en un artículo de investigación que escribió en 2006 para la revista canadiense The Walrus, que versaba acerca de la creciente influencia política de los evangélicos.
McDonald vivió en Estados Unidos, pero en 2002 se trasladó nuevamente a Canadá. Trabajó durante muchos años en U.S. News & World Report y en  Maclean's. Fue directora ejecutiva de esta última revista en París y en Washington. Ganó ocho premios National Magazine y el premio de la Asociación Canadiense de Periodistas a la investigación destacada, además de la beca Atkinson de Políticas Públicas.

## Publicaciones
- Yankee Doodle Dandy: Brian Mulroney and the American Agenda (1995)
- The Armageddon Factor: The Rise of Christian Nationalism in Canada (2010)